# Feria de Teziutlán
La Feria de  Teziutlán es una fiesta tradicional anual llevada a cabo en la ciudad y municipio de Teziutlán ubicado en el noreste del estado de Puebla. Considerada como la feria más antigua en el estado, ésta se realiza a finales del mes de julio y principios de agosto. Actualmente es distinguida y reconocida por sus espectáculos, como sus magnas corridas de toros, palenque, bailes masivos, rodeo de media noche, juegos mecánicos y coronación de la reina de la Feria, siendo este último el evento de inauguración de la Feria. Además se presentan exposiciones ganaderas, artesanales y agrícolas y finalmente, otro distintivo es su zona gastronómica la cual cuenta con una diversidad extensa de platillos típicos de la región. 

## Origen
La Feria de Teziutlán tiene origen en el año de 1937, en principio, exclusivamente como una celebración a la Asunción de María, sin embargo, año con año se ha convertido además de una celebración religiosa, en una costumbre típica e importante responsable de la atracción de miles de personas de la región, del estado e incluso de los demás estados del país.

## Eventos
La coronación de la reina de la Feria

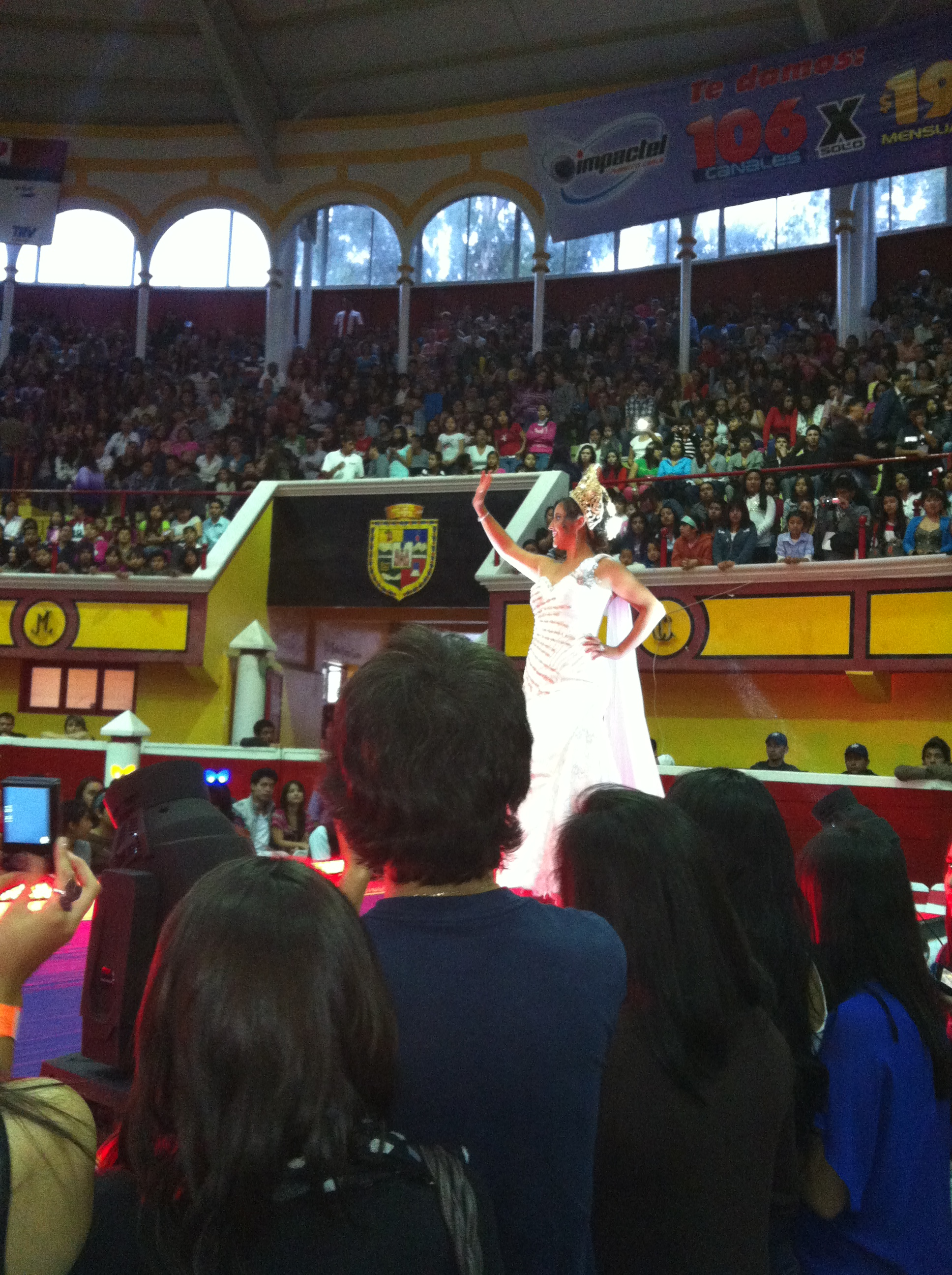
Desfile de la Reina de la Feria de Teziutlán 2013

Este evento busca resaltar la belleza teziuteca y también darle una imagen a la Feria de cada año. La coronación funge como evento inaugural de la Feria, sin embargo, el proceso comienza meses antes con la selección de las candidatas a reina de la feria de cada año. Dicho proceso de selección ha cambiado a lo largo del tiempo pero lo más común es que el proceso sea llevado a cabo por un comité de feria previamente designado, el cual selecciona e invita a tres candidatas de entre la población con criterios específicos que ellos consideran adecuados como la edad, el físico y su disponibilidad para el periodo de feria. En caso de que una o más seleccionadas rechacen la invitación, el comité elige otra u otras señoritas para participar. Posteriormente, ya con las tres candidatas designadas inician los ensayos para el evento de la elección de reina o coronación, después la presentación de las candidatas y finalmente la ceremonia de elección. 
Dicha ceremonia se lleva a cabo en la Plaza de Toros de la ciudad, y suele comenzar con una pasarela para después dar lugar al sorteo que designa quien es la reina, dicho sorteo es llevado a cabo por medio de urnas de las cuales las tres candidatas extraen un papel al azar que indica a la reina y a las princesas. Quien corona a la reina y las princesas es, por lo general, el presidente municipal en compañía de su esposa. Finalmente la ceremonia concluye con la presentación del artista invitado del año. 
Palenque
El tradicional palenque de la Feria se lleva a cabo en la plaza de Toros de la ciudad a altas horas de la noche, en donde se acondiciona para que el o los artistas invitados de género grupero se presente. Como es la costumbre en los palenques, se vende comida, botanas pero sobre todo bebidas alcohólicas. 
Juegos Mecánicos
Una parte muy importante de la Feria de Teziutlán son los juegos mecánicos por su papel de atraer a la población más joven, los niños. Se cuenta con una gran variedad de  juegos mecánicos y stands de juegos de destreza para divertir a los asistentes más pequeños. 
Corridas de toros
Son consideradas por muchos, como el evento principal y de mayor atracción de la Feria de Teziutlán. Las corridas de toros son llevadas a cabo en la Plaza de Toros “El Pinal”, la cual es reconocida no solo por su longevidad sino por sus características particulares como son el techo que la cubre y que le dio el reconocimiento a ser la primera plaza techada en América Latina. En estas corridas de toros desfilan los toreros más importantes de México así como también los triunfadores de la Plaza México. 
Baile Masivo

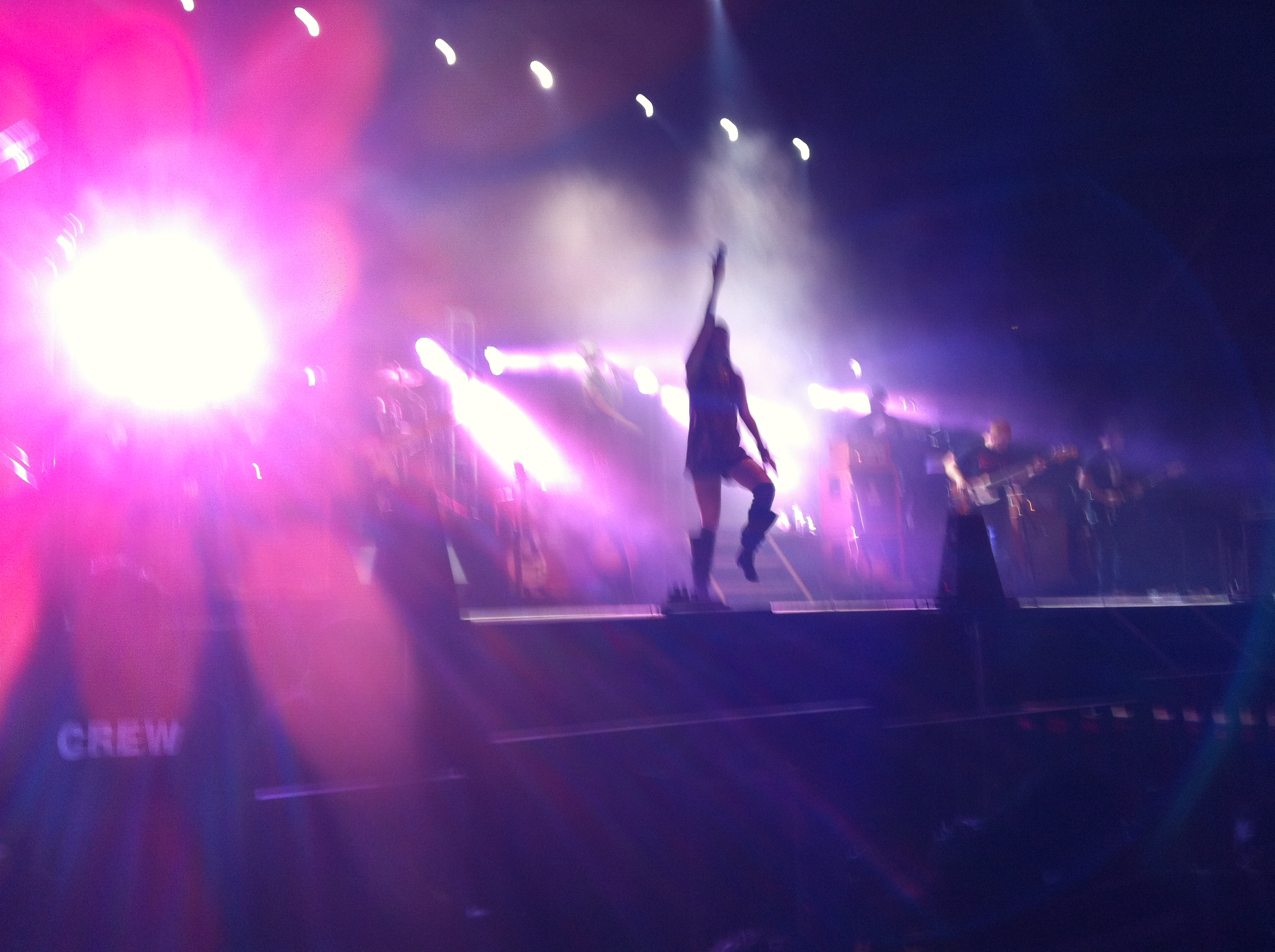
Concierto de la Feria de Teziutlán 2013

Es un evento al que, como su nombre lo indica, acude mucha gente. Por lo general, toca una banda o grupo mexicano con el fin de proporcionar música para bailar a los asistentes de la noche. Y dura alrededor de cuatro y cinco horas. 
Rodeo de media noche
Por lo general, se realiza a los ocho días de empezada la feria y un día después del baile masivo. En este evento se contratan jinetes de diferentes lugares de la república para ofrecer un espectáculo que consiste en montar caballos salvajes o reses vacunas bravas como novillos y toros. De igual manera, se cuenta con un comediante acompañado de un grupo o banda para entretener y hacer más llamativo el evento. También suelen realizarse concursos entre los asistentes con un premio de por medio, por lo general botellas de alcohol. 

## Exposiciones
Una parte fundamental de la Feria de Teziutlán son sus exposiciones tanto ganaderas, como artesanales, y agrícolas ya que son responsables de la atracción de cientos de personas interesadas o curiosas de estas actividades. 
Ganaderas
Esta exposición es considerada como la más importante por muchos ya que la actividad ganadera en la zona tiene una particular importancia, es por ello que, generalmente, se presentan más de 60 expositores de ganado con ganadería de calidad y productividad. Además de presentar ganado carnero y lechero de bovinos, también se presentan caprinos, equinos, ovinos e incluso porcinos. La exposición ganadera es llevada a cabo a un costado de la plaza taurina “El Pinal”. 
Artesanales
En cuanto a las exposiciones artesanales, se llevan a cabo en una zona designada para las mismas a un costado de las demás exposiciones. En ella se presentan varios y variados trabajos artesanales tanto de la región como de las regiones aledañas, de igual manera con un fin promocional y para fomentar la compra venta de estos productos.
Agrícolas
Dentro de las exposiciones agrícolas, las que más destaca son la de café debido a su importancia en la región y su aportación económica que deriva de esta actividad, y la de miel con una cantidad enorme de productos derivados de ella. 

## Gastronomía
La comida es un pilar fundamental en la Feria, ya que se presentan varios tipos de comida, muchos de los cuales son típicos de la región como los antojitos teziutecos, como pueden ser: tlayoyos, gorditas, molotes, garnacha. También hay tacos al pastor, carritos de hot-dogs y hamburguesas, churros, frituras, botana, refrescantes, entre otros. Por otro lado, en las fondas establecidas venden comida con la sazón típico de Teziutlán y platillos distintivos de la ciudad como el chilposo que es preparado con pollo, cerdo, chile guajillo y hongos de totolcoxca o chayoteste (raíz del chayote).
Los dulces y postres también son parte importante de la gastronomía de esta festividad, siendo las palanquetas, jamoncillos, dulces de pepita y las gelatinas con rompope los de mayor atracción. 

## Otros
Además de todo lo anteriormente mencionado, en la Feria también hay entretenimiento para los jóvenes como los antros y bares, mismos que se sitúan en una parte específica de la Feria y son de operación nocturna hasta altas horas de la madrugada. De igual manera, una gran cantidad de espacio de Feria es ocupado por un área de comercio en donde se ofrecen generalmente, ropa y accesorios, joyería, y recuerdos, además de puestos para realizarse tatuajes y perforaciones.